# باو (جبل)
جبل باو Bow Peak جبل يقع في وادي نهر باو في منتزه بانف الوطني في جبال روكي الكندية في ولاية ألبرتا في كندا.
أقرب جبل له هو جبل كراوفوت حوالي 2.11 كم إلى الشرق.
يبلغ ارتفاعها 2840 متر.
يقع باو بيك شمال بحيرة هكتور وجنوب شرق بحيرة باو، ويمكن رؤيته من خلال حقول باركاوي الثلجية.